# William Wilberforce
William Wilberforce (24. srpna 1759 – 29. července 1833) byl britský politik a filantrop, který v britském parlamentu vedl kampaň proti obchodu s otroky a za sociální reformy. Jeho kampaň byla završena úspěchem v roce 1807, kdy byl schválen zákon o zrušení britského obchodu s otroky, což od následujícího roku začala Británie vnucovat také ostatním námořním mocnostem. (V Britské říši bylo nicméně otroctví samé zrušeno až roku 1833, ovšem s výjimkou držav Východoindické společnosti, tj. Indie a ostrovů Cejlon a Svatá Helena, kde se oficiálně otroctví připouštělo do roku 1843.)
Byl o něm natočen film Nezlomná vůle, v originále Amazing Grace, pojmenovaný podle písně Johna Newtona, anglikánského kněze, bývalého kapitána otrokářské lodi.